# SolydXK
SolydXK è una distribuzione Linux olandese basata su Debian. Ha lo scopo di essere semplice da usare, fornisce un ambiente che è stabile, sicuro, ed è ideale per le piccole imprese, organizzazioni non profit e per gli utenti domestici.
SolydXK include software proprietario come Adobe Photoshop, driver closed source opzionali per fornire il supporto multimediale e giochi su Linux Steam.
SolydXK è nato nel 2012 come una versione non ufficiale di "Linux Mint Debian Edition" (LMDE) utilizzando il KDE Plasma 4.
Nel mese di novembre 2012, Linux Mint ha cessato di mantenere entrambe le versioni di KDE e Xfce di LMDE. SolydXK è stato avviato per supportare questi due ambienti desktop. "SolydX" si riferisce alla versione Xfce, mentre "SolydK" si riferisce alla versione KDE. Il nome del progetto è un amalgama dei due nomi.
Le due edizioni di base per SolydXK, SolydX e SolydK, sono ufficialmente disponibili a 64 bit live CD con gli installer.
Il programma di installazione della distribuzione fornisce programmi come Firefox, LibreOffice, XChat / Quassel, Pidgin / Kopete e GIMP per una serie di attività comuni. Entrambe le edizioni forniscono anche Steam e PlayOnLinux per giocare, nonché un gestore di driver per abilitare facilmente le migliori prestazioni di gioco.
SolydXK, originariamente basata su Debian testing, da aprile 2015 si basa su Debian Stabile.
Ci sono anche edizioni curate dalla comunità, non ufficialmente testate né supportate dal team SolydXK. Un esempio è l'edizione SolydXK Enthusiast Edition - versioni di SolydX e SolydK che seguono Debian testing, le edizioni a 32 bit e la versione della comunità per Raspberry Pi 3.

## Storico delle versioni
| Versione | Data rilascio | Versione Kernel |
| -------- | ------------- | --------------- |
| 201302   | 28.02.2013    | N.D.            |
| 201306   | 18.06.2013    | N.D.            |
| 201308   | 23.08.2013    | N.D.            |
| 201309   | 09.2013       | N.D.            |
| 201311   | 26.11.2013    | 3.10.11         |
| 201401   | 25.01.2014    | N.D.            |
| 201405   | 03.05.2014    | N.D.            |
| 201407   | 31.07.2014    | N.D.            |
| 201411   | 11.2014       | 3.16.7          |
| 201501   | 31.01.2015    | N.D.            |
| 201506   | 09.06.2015    | N.D.            |
| 201512   | 25.12.2015    | N.D.            |
| 201606   | 27.06.2016    | 3.16.7          |
| 201701   | 01.2017       | 3.16.39         |
| 9        | 16.07.2017    | 4.9.30          |
| 201709   | 30.09.2017    | N.D.            |
| 201801   | 16.01.2018    | 4.9.65          |
| 201807   | 02.07.2018    | 4.9.88          |
| 201902   | 03.03.2019    | N.D.            |